# 大河原バイパス
大河原バイパス（おおがわらバイパス）は、宮城県柴田郡大河原町の市街地を迂回するために整備された国道4号のバイパス道路である。現在では1985年に開通した柴田バイパスによりこの道路も旧道となり、県道（宮城県道110号、宮城県道50号）に格下げとなっている。現在の柴田バイパスのうち、大河原町の部分を大河原バイパスと呼称する場合がある。

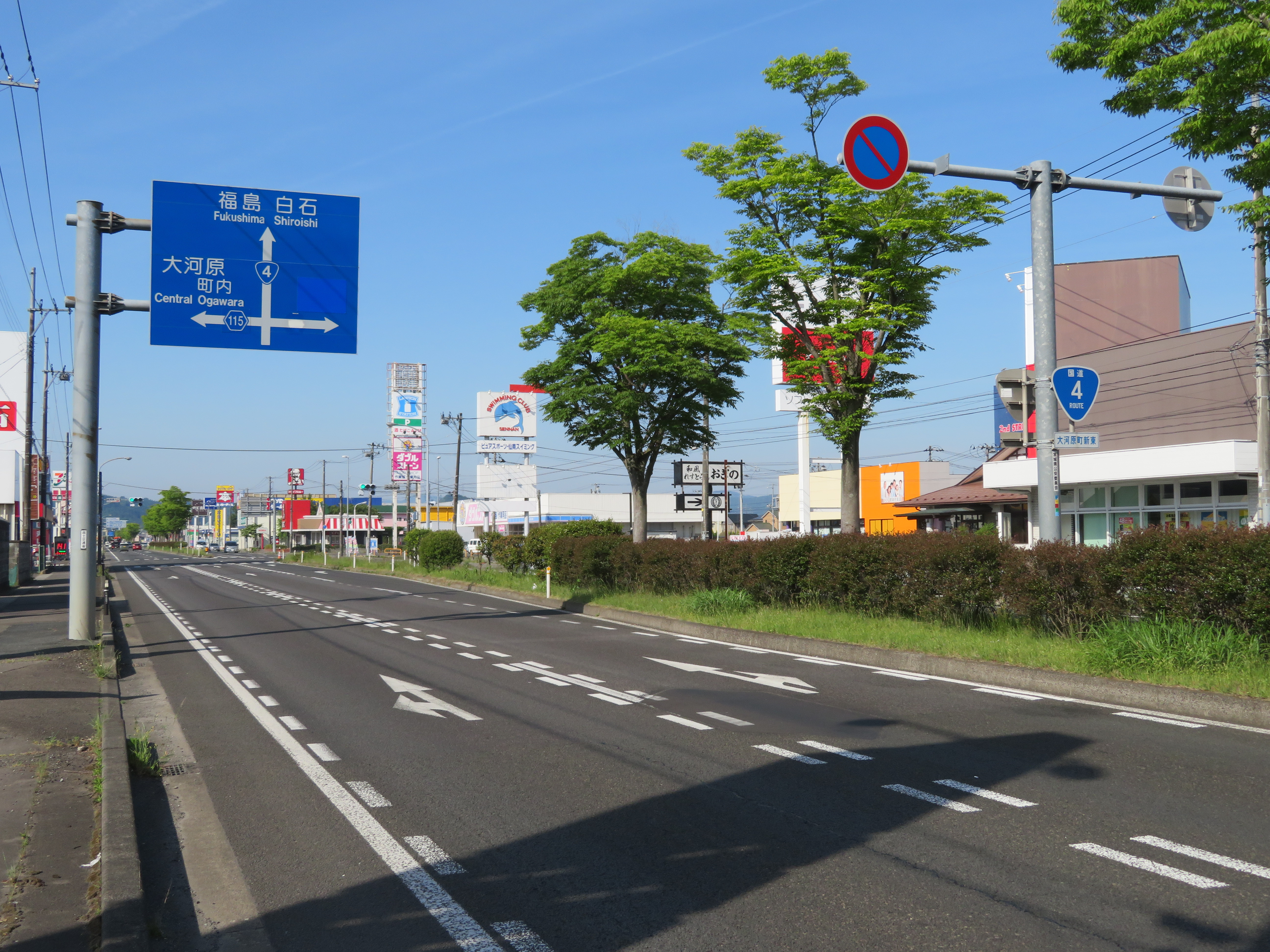
宮城県柴田郡大河原町新東付近